# Richard Verderber
Richard Verderber, né le 23 janvier 1884 à Gottschee (aujourd'hui Kočevje, Slovénie) et mort le 8 septembre 1955 à Vienne, est un escrimeur autrichien. Aux Jeux olympiques d'été de 1912 à Stockholm, il décroche deux médailles : l'argent au fleuret individuel et le bronze au sabre par équipes. L'Autriche et la Hongrie participant séparément à ces Jeux, Verdeber représente l'Autriche et non l'Autriche-Hongrie, entité politique de l'époque.
Comme nombre d'escrimeurs du début du XXe siècle, Verdeber est un militaire, qui gagne ses galons de Hauptmann (Capitaine) durant la Première Guerre mondiale, en 1915. Au terme de sa carrière militaire, il est Oberst (Colonel) de l'armée autrichienne. Il est décoré de l'ordre impérial de la couronne de fer et la croix du mérite militaire. Il meurt à Vienne en 1955 à l'âge de 71 ans.

## Palmarès
- Escrime aux Jeux olympiques
  -  Médaille d'argent au fleuret aux Jeux olympiques de 1912 à Stockholm
  -  Médaille de bronze au sabre par équipes aux Jeux olympiques de 1912 à Stockholm